# Киладзе, Жона Ясоновна
Жона Ясоновна Киладзе (1913 год, село Мамати, Озургетский уезд, Кутаисская губерния, Российская империя — дата смерти неизвестна, село Мамати, Ланчхутский район, Грузинская ССР) — колхозница колхоза имени Берия Ланчхутского района, Грузинская ССР. Герой Социалистического Труда (1949). Депутат Верховного Совета Грузинской ССР 1-го созыва.

## Биография
Родилась в 1913 году в крестьянской семье в селе Мамати Ланчхутского уезда (в советское время — Ланчхутский район, сегодня — Ланчхутский муниципалитет). Окончила местную начальную школу. Трудилась в личном сельском хозяйстве.
После коллективизации работала на чайной плантации в колхозе имени Берия Ланчхутского района. Будучи стахановкой, занимала передовые позиции в колхозном социалистическом соревновании. В 1938 году избиралась депутатом Верховного Совета Грузинской ССР 1-го созыва (1938—1947). В 1939 году участвовала во Всесоюзной выставке ВСХВ в Москве. За выдающиеся трудовые достижения и в связи с ознаменованием 20-летия Грузинской ССР была награждена в феврале 1941 года Орденом «Знак Почёта».
Была трудовой наставницей Кетеван Киладзе и Норы Киладзе.
В 1948 году собрала 6031 килограмм сортового зелёного чайного листа на участке площадью 0,5 гектаров. Указом Президиума Верховного Совета СССР от 29 августа 1949 года удостоена звания Героя Социалистического Труда за «получение высоких урожаев сортового зелёного чайного листа и цитрусовых плодов в 1948 году» с вручением ордена Ленина и золотой медали «Серп и Молот» (№ 4563).
Этим же Указом званием Героя Социалистического Труда была награждена её воспитанница Кетеван Киладзе.
За выдающиеся трудовые достижения по итогам 1949 года была награждена Орденом Трудового Красного Знамени и по итогам 1950 года — вторым Орденом Ленина.
Проживала в родном селе Мамати Ланчхутского района. Персональный пенсионер союзного значения. Дата смерти не установлена.
Награды
- Герой Социалистического Труда
- Орден Ленина — дважды (1949; 05.07.1951)
- Орден «Знак Почёта» (24.02.1941)
- Орден Трудового Красного Знамени (19.07.1950)